# Heinz (Penzberg)
Heinz (auch Hainz, veraltet Hantzen) ist ein Stadtteil der oberbayerischen Kleinstadt Penzberg im Landkreis Weilheim-Schongau. Das Dorf liegt circa 1,5 Kilometer nordnordöstlich vom Penzberger Stadtkern.

## Geschichte
Ursprünglich war der Heinzenhof eine Einöde. Diesen Hof verkaufte Albero von Pruckberg am 29. August 1291 zusammen mit den Höfen Wölfl und Reindl an das Münchener Angerkloster, in dessen Besitz sie bis zur Säkularisation 1803 blieben. 1673 wurde der Viertelhof „Mittlerer Haslberg“ genannt; er entstand wohl Ende des 15. Jahrhunderts durch Aufteilung des Inneren (Unteren) Haslbergs (Wölfl).
Vor 1900 erfolgte die Erbauung mehrerer Wohnhäuser um den Heinzenhof im Bereich der Hochfeldstraße, vor allem für Arbeiter des örtlichen Bergwerks. Nach dem Ersten Weltkrieg folgte die Errichtung der „Heimstättensiedlung“ und schließlich, nach dem Zweiten Weltkrieg, der „Neuen Heimat“.

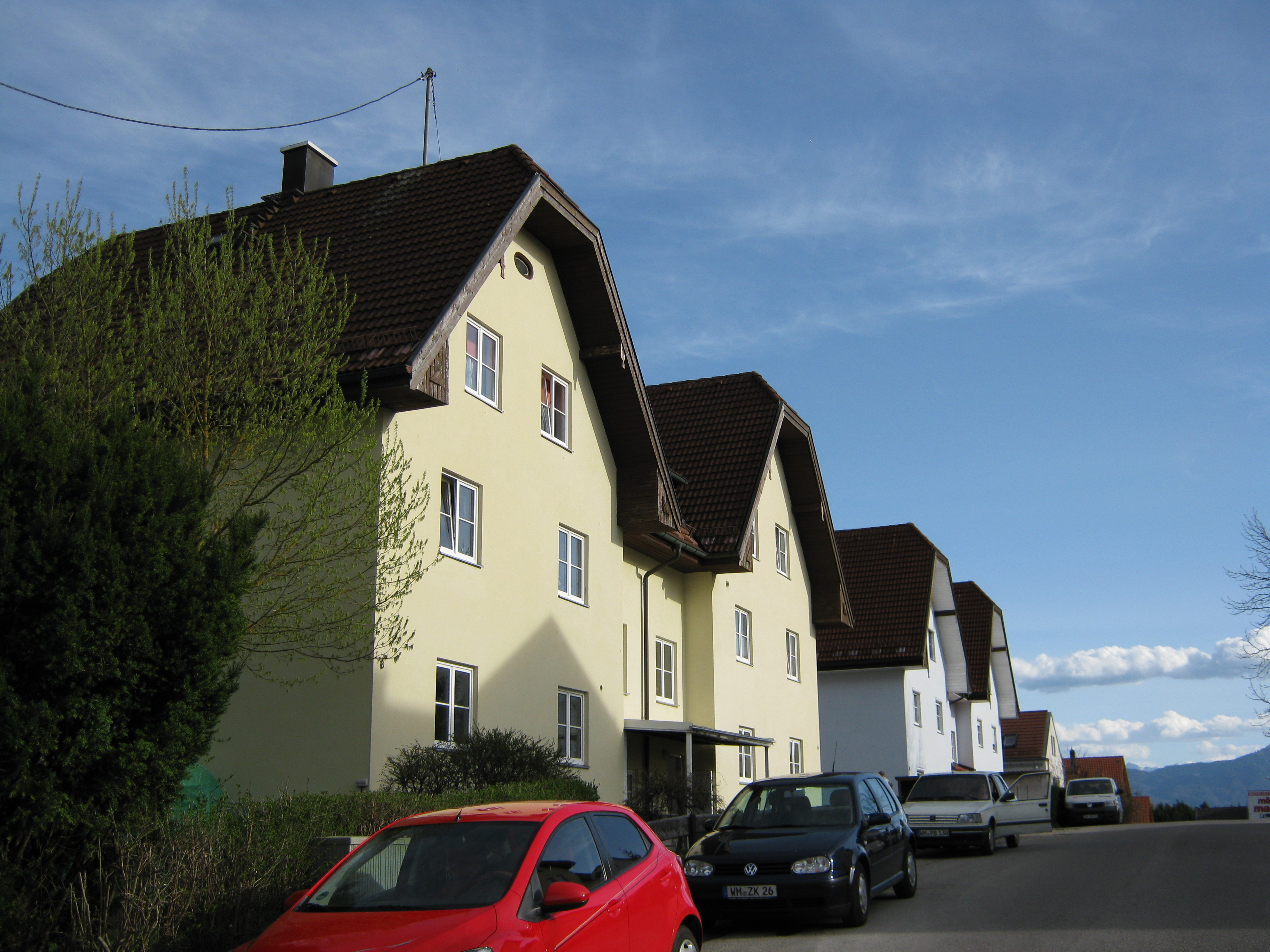
Hochfeldstraße
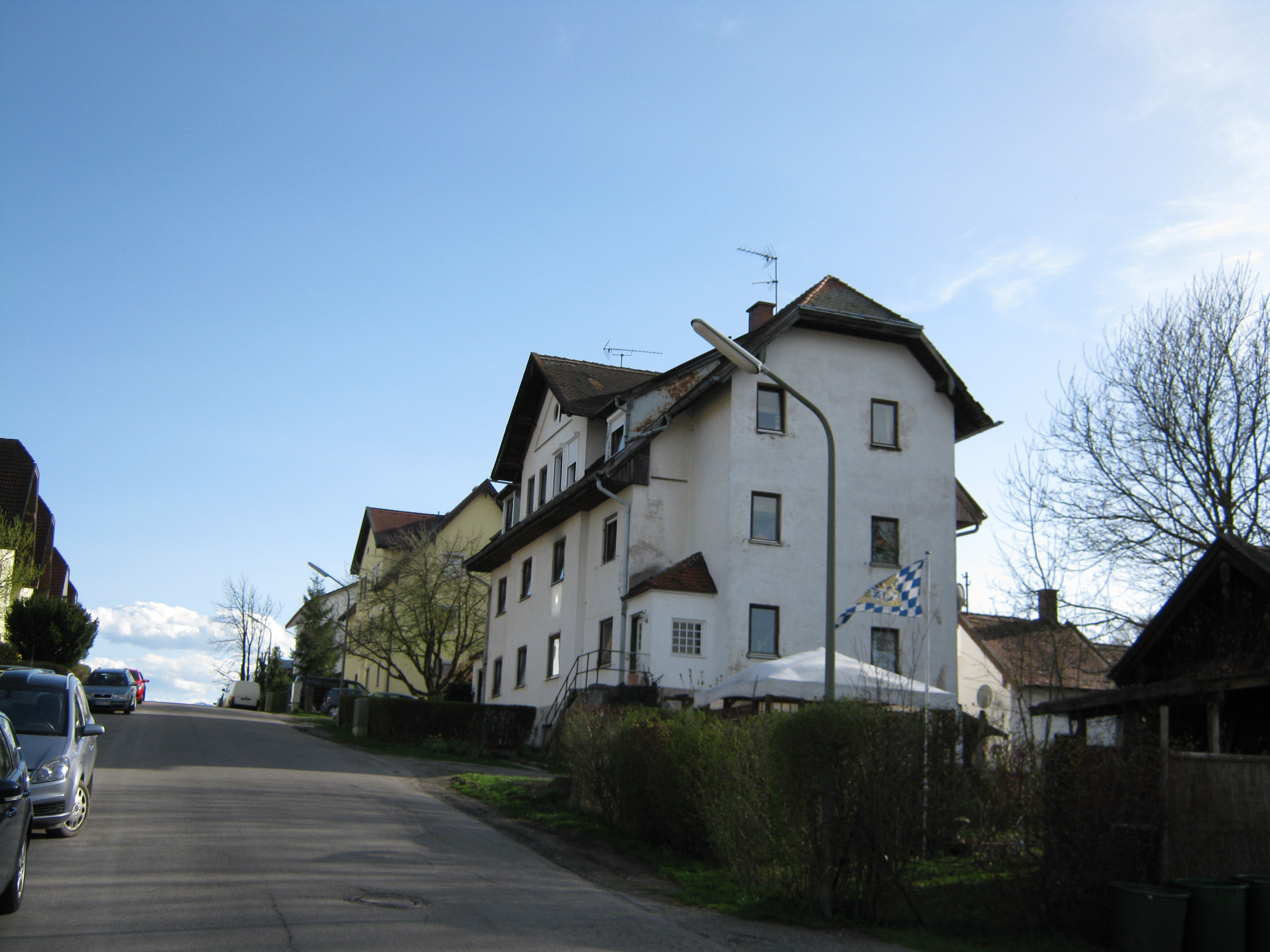
Hochfeldstraße
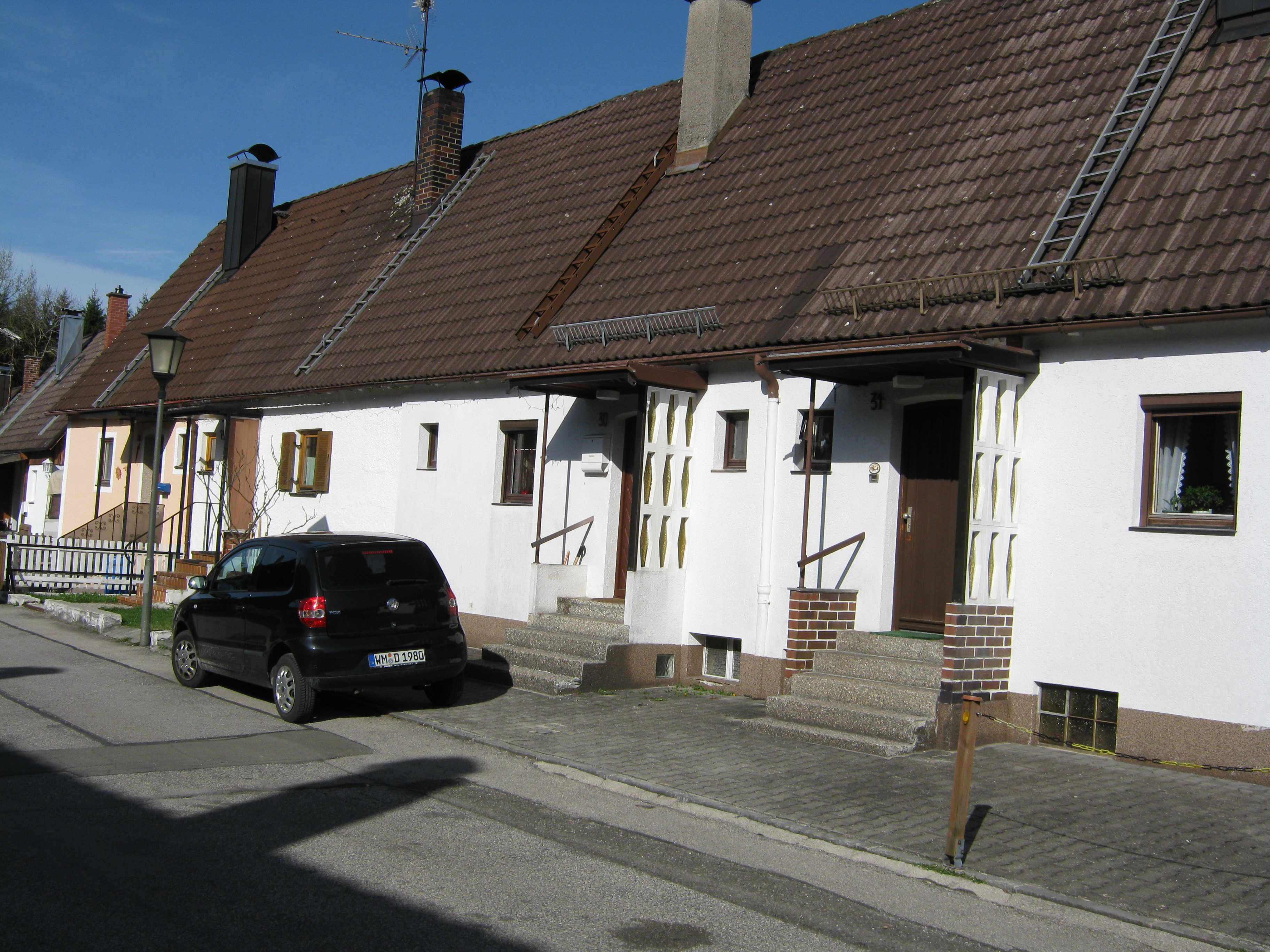
Heimstättensiedlung
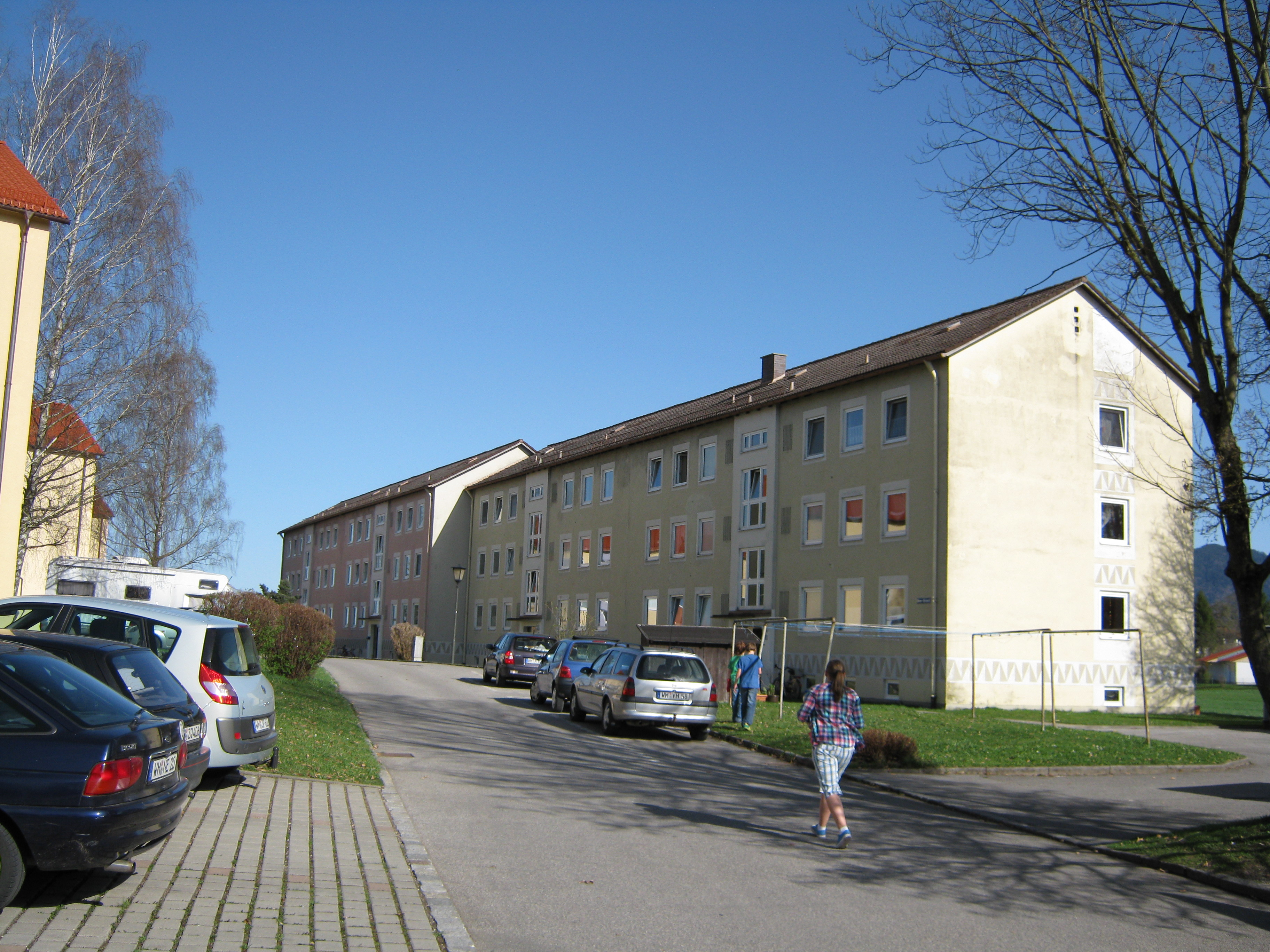
Mietshäuser „Neue Heimat“

Bis zur Gründung der Pfarrei Penzberg im Jahr 1899 gehörte der Heinzenhof zur katholischen Pfarrei Antdorf.
| Jahr | Einwohner | Gebäude (ab 1885 nur Wohngebäude) |
| ---- | --------- | --------------------------------- |
| 1818 | 8         | 1                                 |
| 1825 | 7         | 1                                 |
| 1861 | 9         | 2                                 |
| 1871 | 12        | 6                                 |
| 1885 | 8         | 1                                 |
| 1900 | 199       | 17                                |
| 1925 | 559       | 35                                |
| 1950 | 512       | 37                                |
| 1961 | 689       | 84                                |
| 1966 | 1205      |                                   |
| 1970 | 1324      |                                   |
| 1987 | 1131      | 173                               |